# オスターナ
オスターナ（イタリア語: Ostana）は、イタリア共和国ピエモンテ州クーネオ県にある、人口約90人の基礎自治体（コムーネ）。

## 地理

### 位置・広がり
クーネオ県北西部に位置するコムーネである。県都クーネオから北西へ約44km、州都トリノから南西へ約58km、ギャップの東約89kmの距離にある。
| 隣接するコムーネは以下の通り。 - バニョーロ・ピエモンテ - バルジェ - クリッソーロ - オンチーノ - パエザーナ |

#### 地震分類
イタリアの地震リスク階級 (it) では、3s に分類される
。

## 行政

### 分離集落
オスターナには、以下の分離集落（フラツィオーネ）がある。
- Ciampagna, Ciampetti, Sant'Antonio, La Villa, San Bernardo, Bernardi, Serre, Miridò, Martino

## 文化・観光
「イタリアの最も美しい村」クラブの加盟コムーネである。

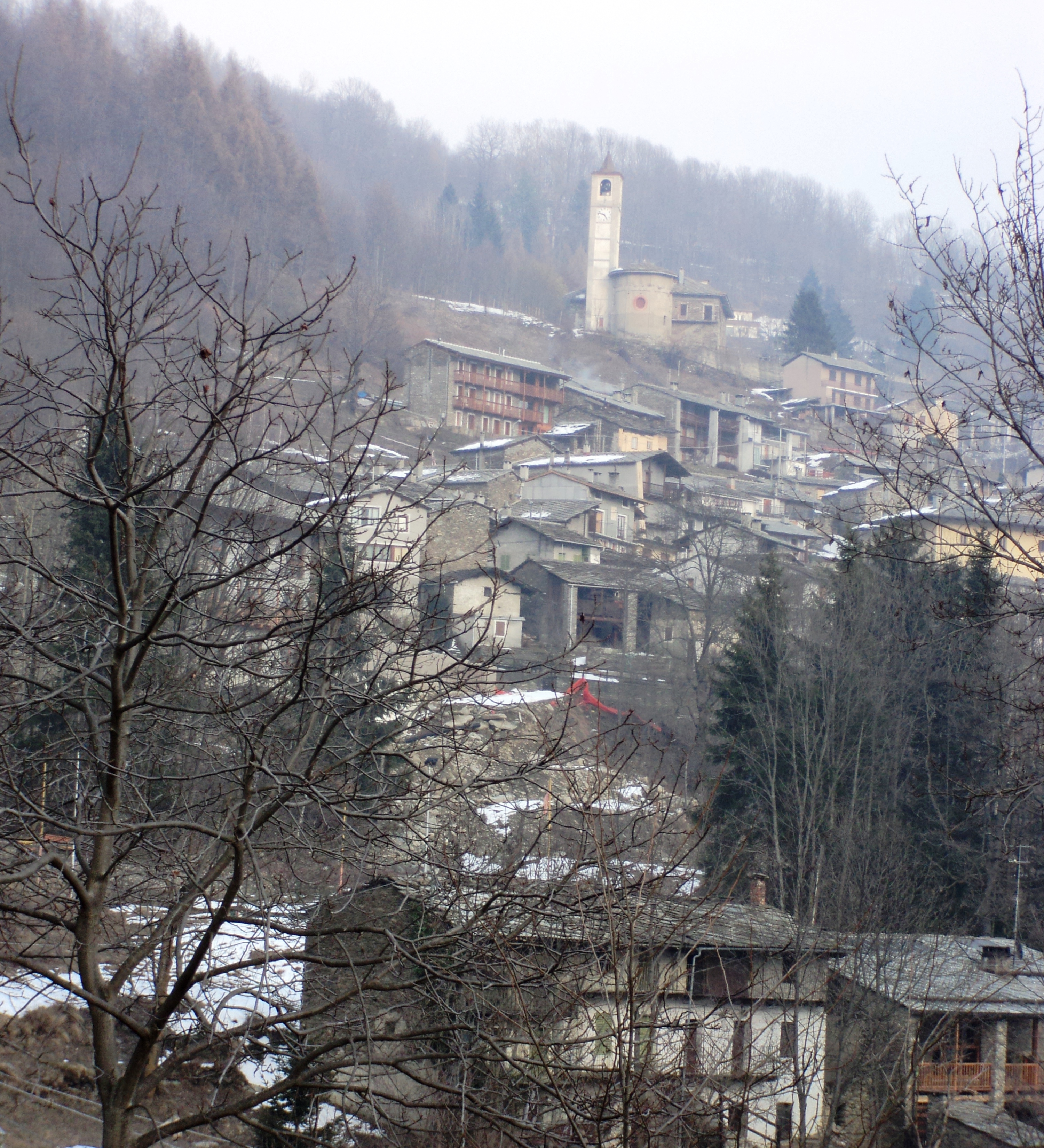
集落